# Copa Ciutat d'Asti
La Copa Ciutat de d'Asti (en italià Coppa Città di Asti) va ser una competició ciclista italiana d'un sol dia que es disputa pels voltants del municipi d'Asti al Piemont. Estava reservada a ciclistes amateurs i sub-23.

## Palmarès
| Any  | Vencedor              | Segon                | Tercer            |
| ---- | --------------------- | -------------------- | ----------------- |
| 1927 | Giovanni Balla        |                      |                   |
| 1928 | Pietro Bertolazzo     |                      |                   |
| 1929 | Giuseppe Graglia      |                      |                   |
| 1930 | Pietro Bertolazzo     |                      |                   |
| 1931 | Giuseppe Graglia      |                      |                   |
| 1932 | Giuseppe Graglia      |                      |                   |
| 1933 | Glauco Servadei       |                      |                   |
| 1934 | Domenico Oggero       |                      |                   |
| 1935 | Giuseppe Pelassa      |                      |                   |
| 1936 | Piero Agnesina        |                      |                   |
| 1937 | Amilcare Amisano      |                      |                   |
| 1938 | Sebastiano Torchio    |                      |                   |
| 1939 | Antonio Centis        |                      |                   |
| 1940 | Giovanni De Stefanis  |                      |                   |
| 1943 | Loris Zanotti         |                      |                   |
| 1946 | Enrico Mollo          |                      |                   |
| 1947 | Oreste Giorno         |                      |                   |
| 1948 | Giovanni Pettinati    |                      |                   |
| 1949 | Oreste Giorno         |                      |                   |
| 1950 | Giovanni Pettinati    |                      |                   |
| 1951 | Walter Vignono        |                      |                   |
| 1952 | Giuseppe Favero       |                      |                   |
| 1953 | Valerio Chiarlone     |                      |                   |
| 1954 | Colombo Cassano       |                      |                   |
| 1955 | Ernesto Minetto       |                      |                   |
| 1956 | Alessandro Cacherano  |                      |                   |
| 1958 | Giancarlo Martini     |                      |                   |
| 1959 | Umberto Ginocchio     |                      |                   |
| 1960 | Bruno Giorza          |                      |                   |
| 1961 | Renzo Dondoglio       |                      |                   |
| 1962 | Lorenzo Carminati     |                      |                   |
| 1963 | Angelo Ottavini       |                      |                   |
| 1964 | Marino Rossi          |                      |                   |
| 1965 | Matteo Cravero        |                      |                   |
| 1966 | Roberto Bonetto       |                      |                   |
| 1967 | Giuseppe Scopel       |                      |                   |
| 1968 | Elminio Ferdusi       |                      |                   |
| 1969 | Giuseppe Camisani     |                      |                   |
| 1970 | Tommaso Giroli        |                      |                   |
| 1971 | Luciano Fusar Poli    |                      |                   |
| 1972 | Tommaso Giroli        |                      |                   |
| 1973 | Franco Peruzzo        |                      |                   |
| 1974 | Donato Masi           |                      |                   |
| 1976 | Piercarlo Rudino      |                      |                   |
| 1977 |                       |                      |                   |
| 1978 | Gilberto Barbero      |                      |                   |
| 1979 | Walter Cossetta       |                      |                   |
| 1980 | Flavio Gioffre        |                      |                   |
| 1981 | Paolo Di Martino      |                      |                   |
| 1982 | Luigi Burgo           |                      |                   |
| 1983 | Corrado Morandi       |                      |                   |
| 1984 | Carlo Buffa           |                      |                   |
| 1985 | Franco Beduz          |                      |                   |
| 1986 | Bruno Marini          |                      |                   |
| 1987 | Fabio Colnaghi        |                      |                   |
| 1990 | Giuseppe Tartaggia    |                      |                   |
| 1991 | Claudio Grosso        |                      |                   |
| 1992 | Giuseppe Palumbo      |                      |                   |
| 1993 | Francesco Secchiari   |                      |                   |
| 1994 | Marco Bellini         |                      |                   |
| 1995 | Mauro Silvestri       |                      |                   |
| 1996 | Gianluca Nicole       |                      |                   |
| 1997 | Massimiliano Martini  |                      |                   |
| 1998 | Luca Barla            | Fabio Testi          | Moris Sammassimo  |
| 1999 | Alessandro Cortinovis | Dmitri Dementiev     | Miguel Ángel Meza |
| 2000 | Franco Pellizotti     | Yaroslav Popovych    | Federico Berta    |
| 2001 | Luca Solari           | Andrea Sanvido       | Manuel Quinziato  |
| 2002 | Cristian Tosoni       | Daniel Okrucinski    | Vladímir Gússev   |
| 2003 | Daniele Di Nucci      | Hubert Krys          | Francesco Failli  |
| 2004 | Aaron Kemps           | Daniele Colli        | Rino Zampilli     |
| 2005 | Fabio Sabatini        | Tiziano Dall'Antonia | Nicolas Sanderson |
| 2006 | Oscar Gatto           | Matthew Goss         | Stefano Basso     |
| 2007 | Tony Martin           | Siarhei Papok        | Jarosław Marycz   |